# Maricopa (Arizona)
Maricopa je město v okrese Pinal County ve státě Arizona ve Spojených státech amerických.
K roku 2011 zde žilo 44 396 obyvatel. S celkovou rozlohou 82,6 km² byla hustota zalidnění 537,5 obyvatel na km². Leží 55 kilometrů již od Phoenixu, nejlidnatějšího města v Arizoně.